# 簧輪槍

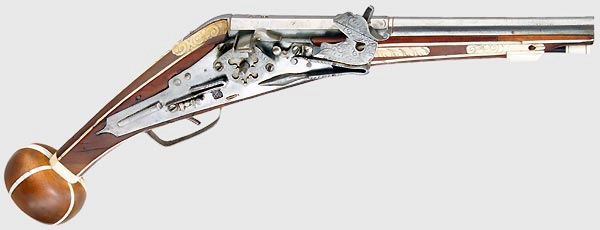
一把簧輪手槍，Augsburg，c.1580年

簧輪式點火（英：Wheel lock），是一種利用內置的鋼輪摩擦黃鐵礦石而產生火花的點火方式，扳下扳機後鋼輪即會轉動，進而使齒輪摩擦黃鐵礦而出火花點火。簧輪槍原本是以取代火繩槍而發明的，不過由於構造複雜與價格昂貴，甚至有時候會沒有出現火花，所以並沒有與燧發槍一樣取代火繩槍。